# 菲利普·比林
菲利普·阿尼亚努·比林（丹麥語：Philip Anyanwu Billing；1996年6月11日—）是丹麥的職業足球運動員，現効力英超球隊伯恩茅斯。

## 榮譽
拿玻里
- 意甲冠軍：2024–25[5]

## 外部連結
- Profile （页面存档备份，存于）
- 菲利普·比林－UEFA國際賽競賽紀錄